# McConnellstown
La census-designated place de McConnellstown est située dans le comté de Huntingdon, dans le Commonwealth de Pennsylvanie,  aux États-Unis. Sa population s’élevait à 1 194 habitants lors du recensement de 2010.